# 神経炎症
神経炎症（neuroinflammation）とは多発性硬化症をはじめとする免疫性の慢性炎症と神経変性疾患などでみられるグリア細胞の活性化によるグリア炎症を示す。狭義には神経変性疾患のグリア炎症のみを示す。

## 神経変性疾患と神経炎症
神経変性疾患で共通にみられる病理所見として病変部位に活性化されたミクログリアやアストロサイトの集積がみられ、さらには種々のT細胞やB細胞の浸潤がみられる。パーキンソン病やアルツハイマー病などで変性神経細胞の周囲にはTNF-αやIL-1Bやインターフェロンγ陽性のミクログリアが認められており、グリア細胞由来の炎症性サイトカインが神経変性の本態に関与している可能性が示唆されている。これらグリア細胞の活性化は発症以前や発症早期から認められており、神経変性の結果というより積極的に本態に関わっている可能性がある。
脳内に直接リポ多糖を注入してグリア細胞を活性化すると、周囲の神経細胞が死滅すること、α-シヌクレイン凝集体やAβがミクログリアを活性化し、炎症性サイトカインを誘導し、神経細胞を傷害することから神経変性疾患におけるグリア細胞の集簇を瘢痕形成としての静的なグリオーシスとしてとらえるのではなく、より活発な神経炎症としてとらえる見方がある。

## 神経炎症とミクログリア
ミクログリアは様々な受容体を発現しており、脳の感染や外傷などの際には第一の防御機構として働く。この際には、細菌の外膜成分であるリポ多糖、ペプチドグリカンやウイルスの糖蛋白などがToll様受容体に結合しミクログリアを活性化する。DAMPsなども同様にToll様受容体を介してミクログリアを活性化させる。その他、ミクログリアはRAGEも発現しており、Aβや様々な凝集蛋白も同様にミクログリアを活性化させる。
ミクログリアは諸刃の剣と呼ばれ、活性化に伴い炎症性サイトカイン、一酸化炭素、活性酸素、興奮性アミノ酸、ATPなどの神経障害因子を産出し、同時に様々な抗炎症性サイトカイン、神経栄養因子、神経保護因子をも産出する。マクロファージには炎症性に働くM1と抗炎症性に働くM2が知られることからミクログリアにも同様のサブポピュレーションが想定されるが明らかになっていない。またM1/M2の二元論で神経疾患におけるミクログリアの活性化を理解することは困難であり概念を見直すべきという意見もある。